# Keith Edwards
Keith Edwards (Stockton-on-Tees, 16 luglio 1957) è un ex calciatore inglese, di ruolo attaccante.

## Carriera
Ha giocato nelle giovanili di Leyton Orient, Wolverhampton e Sheffield Utd; con quest'ultimo club fa anche il suo esordio tra i professionisti, nella stagione 1975-1976, nel campionato di First Division, conclusosi con una retrocessione in seconda divisione, categoria in cui milita per i successivi 2 anni: nell'arco di questo triennio totalizza complessivamente 70 presenze e 29 reti con le Blades, che nell'estate del 1978 lo cedono all'Hull City.
Qui Edwards gioca con continuità, mettendo a segno in totale 57 reti in 132 presenze nell'arco di 3 stagioni nel campionato di Third Division; all'inizio della stagione 1981-1982, dopo aver giocato alcune partite in Fourth Division sempre con l'Hull City, fa ritorno allo Sheffield United, con cui prima vince la Fourth Division nella stagione 1981-1982 e poi, dopo un campionato di assestamento in terza divisione, nella Third Division 1983-1984 conquista una promozione in seconda divisione: nell'arco di queste 3 stagioni vince peraltro anche 2 titoli di capocannoniere (uno in Fourth Division con 36 reti ed uno in Third Division, nella stagione 1983-1984, con 33 reti). Successivamente gioca in seconda divisione per altre due stagioni con lo Sheffield United, con un bilancio totale di 191 presenze e 114 reti in questa sua seconda esperienza nel club (per un totale quindi di 261 presenze e 134 reti totali col club considerando anche gli anni dal 1975 al 1978).
Nella stagione 1986-1987 e nei primi mesi della stagione 1987-1988 gioca nel Leeds Utd, sempre in seconda divisione; nella stagione 1987-1988 veste inoltre anche la maglia dell'Aberdeen (9 presenze e 2 reti nella prima divisione scozzese) e, negli ultimi mesi della stagione, nuovamente dell'Hull City (nel frattempo promosso in seconda divisione). Trascorre all'Hull City anche l'intera stagione 1988-1989, nella quale vince con 26 reti il titolo di capocannoniere del campionato di Second Division, e la prima parte della stagione 1989-1990, nella quale a campionato iniziato, dopo un totale di 29 reti in 55 partite di campionato in questa sua seconda parentesi nel club (e complessive 178 presenze ed 86 reti contando anche il triennio precedente con le Tigers, di cui è il quinto miglior marcatore di tutti i tempi in partite ufficiali), si trasferisce a campionato iniziato allo Stockport County, con cui realizza 10 reti in 27 presenze in quarta divisione salvo poi essere ceduto in prestito all'Huddersfield Town per gli ultimi mesi di stagione.
Nella parte finale della carriera veste le maglie di Huddersfield Town e per alcuni mesi in prestito Plymouth in terza divisione, giocando però con poca continuità, registrando 31 presenze e 9 reti complessive fra entrambi i club in poco più di due stagioni, numeri che comunque gli consentono di superare quota 250 gol in carriera nei campionati professionistici inglesi (254 il totale finale); infine, nella stagione 1991-1992 gioca a livello semiprofessionistico con gli Stafford Rangers, per poi ritirarsi definitivamente.

## Palmarès

### Club

#### Competizioni nazionali
- Campionato inglese di quarta divisione: 1

Sheffield United: 1981-1982

#### Individuale
- Capocannoniere della Fourth Division: 1

1981-1982 (36 reti)
- Capocannoniere della Third Division: 1

1983-1984 (33 reti)